# Marvin Sordell
Marvin Sordell, né le 17 février 1991 à Pinner, est un footballeur anglais qui évolue au poste d'attaquant.

## Biographie

### Carrière en club
En 2012, Marvin Sordell quitte Watford et s'engage avec Bolton .
Le 4 juillet 2014, il signe un contrat de trois ans avec Burnley, promu en Premier League. Le 1er septembre 2015, Burnley annonce que le contrat de Sordell est résilié à l'amiable. Dix jours plus tard, Sordell rejoint Colchester United jusqu'à la fin de la saison.
Le 4 juillet 2016, il rejoint Coventry City.
Le 1er janvier 2017, il s'engage avec Burton Albion.
En juillet 2019, il annonce sa retraite à l'âge de 28 ans. 

### Sélection
Il est sélectionné parmi l'Équipe de Grande-Bretagne olympique de football des Jeux olympiques 2012, jouant 3 fois.

## Statistiques
| Saison      | Club            | Pays                     | Championnat         | Coupes nationales |
| ----------- | --------------- | ------------------------ | ------------------- | ----------------- |
| 2008 - 2009 | Watford         | Championship             | -                   | -                 |
| 2008 - 2009 | Wealdstone      | Isthmian Football League | 5 matchs / 2 buts   | -                 |
| 2009 - 2010 | Watford         | Championship             | 3 matchs            | 1 match / 1 but   |
| 2009 - 2010 | Tranmere Rovers | League One               | 8 matchs / 1 but    | -                 |
| 2009 - 2010 | Watford         | Championship             | 2 matchs / 1 but    | -                 |
| 2010 - 2011 | Watford         | Championship             | 42 matchs / 12 buts | 4 matchs / 3 buts |
| 2011 - 2012 | Watford         | Championship             | 5 matchs / 1 but    | 1 match / 1 but   |

Dernière mise à jour : 8 septembre 2011